# Rafael Moura
Rafael Moura (Belo Horizonte, Minas Gerais, Brasil, 23 de mayo de 1983) es un ex-futbolista brasileño. Juegaba como delantero y su último equipo fue el Botafogo de Futebol e Regatas del Campeonato Brasileño de Serie A.

## Trayectoria
Jugó en 2010 por Goiás club con el que descendió ese año pero con el cual también llegó hasta la final de la Copa Sudamericana 2010 el cual fue ganado por Independiente de Avellaneda, Rafael Moura fue el máximo goleador de ese certamen anotando 8 goles.

## Clubes
| Club                | País    | Año       | Partidos | Goles |
| ------------------- | ------- | --------- | -------- | ----- |
| Atlético Mineiro    | Brasil  | 2003-2004 | ?        | ?     |
| Vitória             | Brasil  | 2004      | ?        | ?     |
| Paysandu            | Brasil  | 2005      | ?        | ?     |
| Corinthians         | Brasil  | 2006      | ?        | ?     |
| Fluminense          | Brasil  | 2007      | 4        | 0     |
| Lorient             | Francia | 2007-2008 | 3        | 0     |
| Atlético Paranaense | Brasil  | 2008-2010 | 28       | 11    |
| Goiás               | Brasil  | 2010      | 41       | 23    |
| Fluminense          | Brasil  | 2011      | 47       | 16    |
| Internacional       | Brasil  | 2012-2015 | 84       | 14    |
| Figueirense         | Brasil  | 2016      | 26       | 11    |
| Atlético Mineiro    | Brasil  | 2017      | 48       | 10    |
| América-MG          | Brasil  | 2018      | 40       | 9     |
| Goiás               | Brasil  | 2019-2020 | 58       | 21    |
| Botafogo            | Brasil  | 2021      | 31       | 1     |

## Palmarés

### Campeonatos regionales
| Título                | Club                | Estado             | Año  |
| --------------------- | ------------------- | ------------------ | ---- |
| Campeonato Baiano     | Vitória             | Bahía              | 2004 |
| Campeonato Baiano     | Vitória             | Bahía              | 2005 |
| Campeonato Paranaense | Atlético Paranaense | Paraná             | 2009 |
| Taça Guanabara        | Fluminense          | Río de Janeiro     | 2012 |
| Campeonato Carioca    | Fluminense          | Río de Janeiro     | 2012 |
| Campeonato Gaucho     | Internacional       | Río Grande del Sur | 2013 |
| Campeonato Gaucho     | Internacional       | Río Grande del Sur | 2014 |
| Campeonato Gaucho     | Internacional       | Río Grande del Sur | 2015 |
| Campeonato Mineiro    | Atlético Mineiro    | Minas Gerais       | 2017 |

### Campeonatos nacionales
| Título         | Club       | País   | Año  |
| -------------- | ---------- | ------ | ---- |
| Copa de Brasil | Fluminense | Brasil | 2007 |
| Serie B        | Botafogo   | Brasil | 2021 |

### Distinciones individuales
| Distinción                                        | Año  |
| ------------------------------------------------- | ---- |
| Máximo goleador de la Copa Sudamericana (8 goles) | 2010 |